# Acalypha chocoana
Acalypha chocoana är en törelväxtart som beskrevs av Cardiel. Acalypha chocoana ingår i släktet akalyfor, och familjen törelväxter. Inga underarter finns listade i Catalogue of Life.